# Exploratorii
Exploratorii (1985) (denumire originală Explorers) este un film pentru familie cu elemente fantastice și științifico-fantastice scris de Eric Luca și regizat de Joe Dante.  A fost primul film artistic  pentru Ethan Hawke și River Phoenix. Efectele speciale ale acestui film au fost produse de Industrial Light & Magic, cu efecte de machiaj create de Rob Bottin.

## Povestea
Trei tineri prieteni sunt atrași de ideea unei aventuri fantastice în spațiul cosmic. Ben Crandall (Ethan Hawke) este un tânăr vizionar care visează călătorii spațiale în timp ce vizionează noaptea târziu filme cu monștri, răsfoiește benzi desenate și joacă Galaga în dormitorul său. Într-o noapte visează că zboară deasupra unui fel de placă electronică din spațiu și îți împărtășește viziunile sale celui mai bun prieten al său, Wolfgang (River Phoenix), un tânăr care este un geniu al științei. Acesta este în stare să pună visele sale într-un complex program de calculator care în cele din urmă funcționează.
Cu ajutorul noului lor prieten Darren (Jason Presson) ei creează acasă o navă spațială cu care reușesc să pornească într-o aventură secretă într-o altă galaxie unde descoperă că lucrurile nu sunt chiar așa de diferite precum par.

## Distribuția
- Ethan Hawke este Ben Crandall
- River Phoenix este Wolfgang Müller
- Jason Presson este Darren Woods
- Bobby Fite este Steve Jackson
- Bradley Gregg este Steve Jackson's Gang
- Amanda Peterson este Lori Swenson
- Danny Nucci este Nasty Kid at School
- Dana Ivey este Mrs. Müller
- Taliesin Jaffe este Ludwig Müller
- James Cromwell este Mr. Müller
- Brooke Bundy este Science Teacher
- Eric Luke este Darren's Teacher
- Robert Picardo este Starkiller / Wak / Wak and Neek's Father
- Karen Mayo-Chandler este Starkiller's Girlfriend
- Robert F. Boyle este Starkiller's Girlfriend's Father
- Dick Miller este Gordon Miller
- Meshach Taylor este Charlie Drake
- Mary Kay Place este Mrs. Crandall

## Recenzii și distribuția
Filmul nu a avut încasări bune la box office, datorită, în mare parte, concertului Live Aid care a avut loc în același weekend, deși a avut încasări mai mari din închirieri de casete video și vânzări de DVD-uri. A devenit un film idol printre fanii lucrărilor lui Dante, precum și printre fanii science-fiction și al filmelor ușoare de familie.

## Adaptări
O romanizare a filmului a fost realizată de autorul George Gipe.

## Producții asemănătoare
- Zathura: A Space Adventure (2005)
- Jumanji, 1995
- Spacecamp, 1986
- The Last Mimzy, 2007
- CJ7, 2008
- Solarbabies, 1986
- City of Ember, 2008
- The Adventures of Shark Boy and Lava Girl, 2005
- E.T.: The Extra-Terrestrial, 1982
- The Goonies, 1985